# Социал-демократия Королевства Польского и Литвы
Социал-демократия Королевства Польского и Литвы (СДКПиЛ) (пол. Socjaldemokracja Królestwa Polskiego i Litwy) — социал-демократическая марксистская партия, основана в июле 1893 года (за пять лет до РСДРП) под названием «Социал-демократия Королевства Польского». Тогда объединились Союз польских рабочих и рабочие из партии «Второй Пролетариат».

## Съезды
На 1-м съезде (март 1894 г., Варшава) партия заявила о необходимости борьбы за социализм, за установление власти пролетариата и выдвинула в качестве программы-минимум борьбу за свержение царизма и завоевание политических и экономических свобод. В программных документах партии нашли отражение концепции теоретика социал-демократии Pозы Люксембург.
На 2-м съезде партии в августе 1900 года по инициативе Феликса Дзержинского состоялось объединение с интернационалистскими элементами литовского рабочего движения в единую СДКПиЛ.
На 5-м съезде партии 5-12 июня 1906 г. Закопане (18-25 июня 1906 г. по новому стилю) с отчетным докладом выступил Ф.Э. Дзержинский.

## Революция 1905-07 в России
В период Революции 1905-07 в России СДКПиЛ насчитывала примерно 30 тыс. членов и, наряду с ППС, была одной из основных революционных сил в Польше и Литве. До 1905 г. СДКПиЛ не поддерживала террор, но с началом революции стала применять его как «тактическое» средство.
В апреле 1906 года СДКПиЛ вступила в РСДРП в качестве самостоятельной организации. Представители СДКПиЛ (44 делегатов с правом голоса, в т.ч. 11 от Варшавы) участвовали в работе Лондонского съезда РСДРП в 1907 году. 
Вследствие разногласий по вопросам тактики (Ян Тышка, Я. Ледер и др.) в декабре 1911 года СДКПиЛ разделилась на «зажондовцев» (Якуб Ганецкий) — сторонников Главного управления, которое находилось за границей, и «розламовцев» (Викентий Матушевский).
Розламовцы (в основном варшавская и лодзинская организации) тесно сотрудничали с большевиками, одобрили решения Пражской конференции РСДРП (1912), приняли участие в Поронинском (1913) совещании ЦК РСДРП.

## Первая мировая война 1914-18
Во время Первой мировой войны СДКПиЛ выступала с «интернационалистских позиций». В 1916 году «розламовцы» и «зажондовцы» вновь объединились в одну партию.
После того, как Польша в ходе военных действий была оккупирована Германией, царское правительство стало выступать за независимость Польши, что лидер большевиков Ленин называл стремлением создать буферную зону между Россией и Германией, подчеркивая, что "Русский пролетариат безусловно в выигрыше от того, что он не угнетает одного из народов, который он помогал угнетать вчера".

## Октябрьская революция 1917 года
СДКПиЛ приветствовала Октябрьскую революцию в России.   
Ряд функционеров партии — Ф. Дзержинский, Б. Весоловский, Ю. Ленский и др. — приняли непосредственное участие в формировании большевистского правительства и создании Советского государства, а затем и в гражданской войне на стороне большевиков.   
Многие члены партии, находившиеся в Сибири и в центральной России в ссылке или в эвакуации, приняли активное участие в установлении Советской власти на местах, такие как Ян Тарвацкий, Владислав Кобылянский и многие другие.  

### Лидеры СДКПиЛ в Германии
Лидеры СДКПиЛ — Pоза Люксембург, Юлиан Мархлевский, Ян Тышка и др. — участвовали в германском рабочем движении, в организации Компартии Германии.

### Деятельность в Польше и Литве
Под руководством СДКПиЛ в 1918 году в Польше было создано более 100 Советов рабочих депутатов. В декабре 1918 года на объединительном съезде СДКПиЛ и Польской социалистической партии-«левицы» (ППС — левица) была основана Компартия Польши.